# Doux Oiseau de jeunesse
Pour plus de détails, voir Fiche technique et Distribution.
Doux Oiseau de jeunesse (Sweet Bird of Youth) est un film américain de Richard Brooks sorti en 1962.
Il s'agit d'une adaptation de la pièce éponyme de Tennessee Williams créée en 1959.

## Synopsis
Chance Wayne, un ancien barman parti depuis plusieurs années pour réussir, retourne dans sa ville natale dans le Sud des États-Unis, quelque part sur le golfe du Mexique, retrouver son premier et unique amour : Heavenly (Céleste Finley).
Il revient sans la gloire espérée, mais au volant de la superbe Cadillac décapotable de « Princesse » (Alexandra del Lago), une star de cinéma alcoolique et dépendante aux narcotiques avec qui il a passé un pacte : Princesse fera de Chance une star et Chance la paiera en nature.
Le père de Céleste Finley, un politicien conservateur, raciste et sans scrupule qui dirige la ville, ne voit pas ce retour d’un bon œil… d’autant qu’il a prévu de marier sa fille à Scudder, un médecin véreux. Il menace de castrer Chance comme il a récemment fait castrer un noir de la ville.
L’actrice voit son film triompher lui permettant son grand come-back et d'oublier immédiatement Chance qui, de son côté, voit ses  rêves d’amour s’effondrer et Céleste céder au chantage de son père. 
La pièce se clôt sur la fin tragique du héros attendant les sbires de Boss Finley
La fin du film diffère de celle de la pièce et s'achève en « happy end ». C'était nécessaire pour que le film passe la censure de l’époque.

## Analyse
Dans l’intrigue, tout tourne autour de la soif de réussite et de l’absence de mixité sociale. Comme souvent avec Tennessee Williams, il s’agit d’un drame qui va sonder les tréfonds de l’âme humaine. On retrouve dans la pièce -et le film- les thèmes chers à l’auteur : l'inaptitude au réel, le refuge dans l'imaginaire ou les paradis artificiels, l'incommunicabilité et la solitude - une constante dans la vie du dramaturge.
Chance Wayne, au nom prédestiné, mise sur son physique pour obtenir une ascension rapide vers la « bonne société » et son ancien amour par la même occasion. 
Les deux héros sont empreints de paradoxes : Princesse est une star, mais menacée et fragile ; Chance a tout pour réussir, mais il ne cesse de courir en vain après sa fortune. Deux monstres avides et égoïstes dotés d'un charme irrésistible allié à la rage de vivre et d'aimer. Dans l'univers passionnel de l'auteur, ce sont des qualités sans lesquelles un être humain n'a plus qu'à disparaître ou à mourir. Chacun des deux veut arracher à l'autre ce qui lui manque, ce que, en réalité, ni l'un ni l'autre ne possède : l'éternité de la jeunesse et la maîtrise du temps. 
La pièce de Williams est ouvertement politique. Les idées comme les discours de Boss Finley sont manifestement marqués par les années cinquante, avec ce climat de haine raciale et de ségrégation criminelle.
Quatre ans après La Chatte sur un toit brûlant, Richard Brooks adapte une seconde pièce de Tennessee Williams à l'écran, Doux Oiseau de jeunesse.
Elia Kazan l'avait montée à Broadway avec succès et Brooks en reprend quatre acteurs principaux, dont Paul Newman, en plein actor studio, qui semble l'interprète idéal pour exprimer les aspects complexes de son personnage.

## Fiche technique
- Titre original : Sweet Bird of Youth
- Titre français : Doux Oiseau de jeunesse
- Réalisation : Richard Brooks
- Scénario : Richard Brooks, d'après la pièce éponyme de Tennessee Williams
- Direction artistique : George W. Davis et Urie McCleary
- Décors : Henry Grace et Hugh Hunt
- Costumes : Orry-Kelly
- Photographie : Milton R. Krasner
- Montage : Henry Berman
- Musique : Harold Gelman (supervision)
- Production : Kathryn Hereford et Pandro S. Berman
- Sociétés de production : Roxbury Productions, Metro-Goldwyn-Mayer
- Sociétés de distribution : Metro-Goldwyn-Mayer
- Pays de production :  États-Unis
- Langue originale : anglais
- Format : couleur — 35 mm — 2,35:1 (CinemaScope) — son mono (Westrex Recording System)
- Genre : drame
- Durée : 120 minutes
- Dates de sortie :
  - États-Unis : 21 mars 1962
  - France : 7 novembre 1962
- Affiche : Enzo Nistri (Italie)

## Distribution
- Paul Newman (VF : Marc Cassot) : Chance Wayne
- Geraldine Page  (VF : Paula Dehelly) : "Princesse" / Alexandra Del Lago
- Shirley Knight (VF : Martine Sarcey) : Celeste / Heavenly Finley
- Ed Begley (VF : André Valmy) : « Boss » Finley
- Rip Torn (VF : Jacques Thébault) : Thomas J. Finley
- Mildred Dunnock (VF : Héléna Manson) : tante Nonnie
- Madeleine Sherwood : miss Lucy
- Philip Abbott : le docteur George Scudder
- Corey Allen (VF : Gabriel Cattand) : Scotty

Acteurs non crédités
- Roy Glenn : Charles
- Edith Atwater

## Distinctions

### Récompenses
- Oscars 1963 : meilleur acteur dans un second rôle pour Ed Begley
- Golden Globes 1963 : Golden Globe de la meilleure actrice dans un film dramatique pour Geraldine Page

### Nominations
- Oscars 1963 : 
  - Oscar de la meilleure actrice pour Geraldine Page
  - Oscar de la meilleure actrice dans un second rôle pour Shirley Knight

- Golden Globes 1963 :
  - Golden Globe du meilleur acteur dans un film dramatique pour Paul Newman
  - Golden Globe du meilleur acteur dans un second rôle pour Ed Begley
  - Golden Globe de la meilleure actrice dans un second rôle pour Shirley Knight